# بالتيك (كونيتيكت)
بالتيك (بالإنجليزية: Baltic, Connecticut)‏ هي إحدى المناطق التاريخية في الولايات المتحدة وأماكن مخصصة للتعداد تقع في الولايات المتحدة في كونيتيكت.

## أعلام
- تشارلز كينيدي
- بيت غيلبرت